# Le Cadeau de la rentrée
 (janvier 2017).
Si vous disposez d'ouvrages ou d'articles de référence ou si vous connaissez des sites web de qualité traitant du thème abordé ici, merci de compléter l'article en donnant les références utiles à sa vérifiabilité et en les liant à la section « Notes et références ».
Le Cadeau de la rentrée est une émission de variétés spéciale (un « one shot ») diffusée le 5 septembre 1992 en première partie de soirée sur la chaîne de télévision française TF1.

## Historique
Après le succès considérable de l'émission Le Cadeau de Noël l’année précédente, la chaîne demande à l'animatrice du Club Dorothée de réitérer l'expérience en lui confiant la présentation d'une émission exceptionnelle en première partie de soirée à la rentrée 1992.
Il s'agit d'une émission de variétés composée de chansons et de différents sketchs retraçant une histoire : une sorte de comédie musicale télévisée dans laquelle Dorothée interprète des  chansons issues de son dernier album du moment, Une histoire d'amour. Mais sont aussi insérées de nombreuses reprises en duo avec ses invités, notamment avec la légende américaine du rock'n'roll : Jerry Lee Lewis, avec qui elle interprète Great Balls of Fire (datant de 1957), titre qu’elle a aussi fait figurer dans son album Une histoire d'amour.

## Synopsis
Alors que ses vacances sont terminées et que Dorothée s'apprête à rentrer à Paris pour enregistrer ses nouvelles émissions de télévision de la rentrée, voilà que sa célèbre valise, si souvent chantée, prend vie (avec la voix de la comédienne Laurence Badie) et décide de prolonger leurs vacances à tout prix. Elle emporte avec elle Dorothée dans des voyages et des aventures extraordinaires à travers New York, le Mexique, l'Inde et Paris.

## Production
- Année de production : 1992 (1 numéro)
- Date de diffusion : samedi 5 septembre 1992
- Producteurs : AB Productions et TF1
- Proposé et présenté par : Dorothée
- Scénario et dialogues : Jean-François Porry (alias Jean-Luc Azoulay)
- Musique : Gérard Salesses
- Réalisation : Pat Le Guen
- Audience : 6 800 000 téléspectateurs

## Invités, par ordre d'apparition à l'écran
- Dorothée
- Carlos
- Marcel Amont
- Ariane
- Jacky
- Corbier
- Marie-José Pérec
- Alpha Blondy
- Zouk Machine
- François Fandeux
- Boy George
- Emmanuelle Mottaz
- Pierre Perret
- Laurence Compain
- Fanfan
- Dominique Pivain
- Benny B
- Indra
- Les Musclés
- Bernard Minet
- Joyce Chatelier-Brunet
- Hélène Rollès
- Camille Raymond
- Julie Caignault
- Philippe Vasseur
- Sébastien Roch
- Fabien Remblier
- Christophe Rippert
- Francis Lemarque
- Jerry Lee Lewis

Avec la participation de Laurence Badie pour la voix de la valise de Dorothée et de Guy Piérauld pour la voix du Disc-Jockey.

## Liste des chansons
1. Valise 93 : Dorothée
2. Singin' in the Rain : Dorothée et Carlos
3. Le Mexicain - Marcel Amont
4. Maladie d'amour : Dorothée et Marie-José Pérec
5. Rendez-vous : Alpha Blondy
6. La Musique dans la peau : Dorothée
7. DJ : Zouk Machine
8. Le Kikouyou : Carlos
9. Où est le garçon ? : Dorothée
10. My Sweet Lord : Boy George
11. Love and Kiss : Emmanuelle Mottaz
12. Les Jolies Colonies de vacances : Pierre Perret, Dorothée, Carlos, Laurence Compain, Fanfan, Dominique Pivain, Benny B, Ariane, Corbier et Jacky
13. 10 - 9 - 8 - 7 : Benny B
14. La Cantine : Carlos, Dorothée, Laurence Compain, Fanfan, Dominique Pivain, Benny B, Ariane, Corbier et Jacky
15. Le Rap des Musclés : Les Musclés
16. Tell Me : Indra
17. Une histoire d'amour : Dorothée
18. Pour l'amour d'un garçon : Hélène Rollès
19. À Paris : Francis Lemarque
20. On va se faire La fête : Les Musclés
21. Bercy Madeleine : Pierre Perret
22. Changer tout ça : Bernard Minet
23. L'Amour toujours : Dorothée
24. Monsieur Coincé : Marcel Amont
25. The Crying Game : Boy George
26. Ideho : Carlos
27. At the End of the Road : Jerry Lee Lewis
28. Wo Lotta Shakin' Goin' On : Jerry Lee Lewis
29. Great Balls of Fire : Jerry Lee Lewis et Dorothée
30. Toutes les guitares du Rock'n Roll : Dorothée